# アミール・ハッターブ
アミール・ハッターブことイブン・アル＝ハッターブ(アラビア語: ابن الخطاب、Ibn Al-Khattab、1969年4月14日 - 2002年3月20日）は、チェチェン独立派テロリストであり、チェチェン東部地区の野戦指揮官であった。ヨルダン国籍。本名はサーミル・サーレハ・アブドゥッラー・アッ＝スワイレム(سامر صالح عبد الله السويلم、Samir Saleh Abdullah Al-Suwailem)。
アンマンの裕福なアラブ人の家庭に生まれた。母はチェルケス人。アンマンの士官学校で学び、フセイン国王のチェルケス親衛隊に勤務。その後、16歳で出国し、アフガニスタン、タジキスタン、チェチェンで戦った。彼自身によれば、アフガニスタンでウサーマ・ビン＝ラーディンに会ったが、その後音信は途絶えたという。
第一次チェチェン紛争後、セルジェン・ユルト村周辺に、戦闘員訓練キャンプを創設した。
1996年4月16日、ヤルイシュマルドゥイとダチュボルゾイ間の山道（シャトイ地区）において、待ち伏せにより、第245自動車化狙撃連隊の縦隊を撃滅した。連邦側は、戦死者95人（将校26人）と負傷者54人を出した。待ち伏せからは、13人しか逃れられなかった。
1997年12月22日、ブイナクスクにおいて、第136自動車化狙撃旅団に対して攻撃を実行したが、チェチェンへの退却の際、負傷した。
1998年、シャミル・バサエフと共にイスラム国際戦線を結成。翌1999年にダゲスタン共和国に侵攻し、近辺の村を占拠。これがきっかけとなり、第二次チェチェン紛争が勃発した。
2002年3月20日、FSBのエージェントが手渡した毒入りの手紙により暗殺された。

## パーソナル
ワッハーブ派のイスラム教徒。ダゲスタンのカラマヒ村（ブイナクスク地区）出身のダルギン人女性と結婚。1998年生まれの娘を有する。右手首を負傷したため、左手で筆記、射撃を行っていた。アラビア語、チェチェン語、ダルギン語、ペルシア語及びロシア語を話した。